# Sarymsakty
Sarymsakty (kaz.: Сарымсақты жотасы, Sarymsakty żotasy) – pasmo górskie w południowym Ałtaju, w Kazachstanie (obwód wschodniokazachstański). Rozciąga się na długości ok. 60 km, najwyższy szczyt, Bürkitauył, osiąga wysokość 3373 m n.p.m. Zbudowane ze skał efuzywnych, tufów, łupków, piaskowców i granitów. Występują lodowce górskie, które zajmują powierzchnię 1 km². Północne zbocza są strome, mocno rozczłonkowane, do wysokości 1900–2100 m n.p.m. porośnięte lasami. Zbocza południowe łagodne, pokryte stepowymi łąkami przechodzącymi stopniowo w łąki subalpejskie, alpejskie i tundrę wysokogórską.